# Japanagromyza triformis
Japanagromyza triformis este o specie de muște din genul Japanagromyza, familia Agromyzidae, descrisă de Spencer în anul 1962. Conform Catalogue of Life specia Japanagromyza triformis nu are subspecii cunoscute.